# Ludvík Gasseldorfer
Ludvík Gasseldorfer (1909-1958) fue un deportista checoslovaco que compitió en tiro con arco, en la modalidad de arco recurvo. Ganó dos medallas en el Campeonato Mundial de Tiro con Arco al Aire Libre, bronce en 1934 y oro en 1936.

## Palmarés internacional
| Campeonato Mundial al Aire Libre | Campeonato Mundial al Aire Libre | Campeonato Mundial al Aire Libre | Campeonato Mundial al Aire Libre |
| Año                              | Lugar                            | Medalla                          | Prueba                           |
| -------------------------------- | -------------------------------- | -------------------------------- | -------------------------------- |
| 1934                             | Båstad (Suecia)                  | Medalla de bronce                | Equipo                           |
| 1936                             | Praga (Checoslovaquia)           | Medalla de oro                   | Equipo                           |